# Dan Hartman
Daniel Earl (Dan) Hartman (Harrisburg (Pennsylvania), 8 december 1950 – Westport (Connecticut), 22 maart 1994) was een Amerikaans zanger, componist en producer.
Dan Hartman voegde zich op 13-jarige leeftijd bij zijn eerste band, The Legends, met zijn broer Dave. Hartman speelde keyboards en schreef veel van de muziek. Hoewel er enkele platen werden uitgebracht, werd geen ervan een hit.
Hij kwam bij de Edgar Winter Group en speelde op drie van hun albums, voordat hij in 1976 solo verderging. In het discotijdperk scoorde hij twee solohits: Instant Replay (1978), waarin Vinnie Vincent en G.E. Smith meespeelden en Relight My Fire (1979), een duet met Loleatta Holloway.
Zijn grootste solosucces was de top 10 notering voor "I Can Dream About You", voor de soundtrack van de film "Streets of Fire" (1984). Ook "We Are The Young" kwam in de hitlijsten. In het daaropvolgende decennium werkte hij als liedschrijver en producer, onder meer voor artiesten als Tina Turner, Joe Cocker, Bonnie Tyler, Paul Young, James Brown, Nona Hendryx en Steve Winwood.
Hij overleed in 1994 aan een hersentumor, veroorzaakt door aids.
In de tijd na zijn dood stond Hartmans muziek in hernieuwde belangstelling. De cover van "Relight My Fire" werd een nummer één hit voor Take That.

## Hitnoteringen
| Single met eventuele hitnotering(en) in de Nederlandse Top 40 | Datum van verschijnen | Datum van binnenkomst | Hoogste positie | Aantal weken | Opmerkingen |
| ------------------------------------------------------------- | --------------------- | --------------------- | --------------- | ------------ | ----------- |
| Instant Replay                                                | 1979                  | 06-01-1979            | 28              | 4            |             |
| Relight My Fire                                               | 1980                  | 31-05-1980            | 3               | 13           |             |
| I Can Dream About You                                         | 1984                  | 27-10-1984            | 12              | 8            |             |
| We Are the Young                                              | 1984                  | 05-01-1985            | 15              | 7            | Alarmschijf |
| Waiting to See You                                            | 1986                  | 30-08-1986            | 33              | 3            | Alarmschijf |

| Single met hitnotering(en) in de Vlaamse Ultratop 50 | Datum van verschijnen | Datum van binnenkomst | Hoogste positie | Aantal weken | Opmerkingen |
| ---------------------------------------------------- | --------------------- | --------------------- | --------------- | ------------ | ----------- |
| Instant Replay                                       | 1979                  | 03-02-1979            | 25              | 1            |             |
| This Is It                                           | 1979                  | 17-03-1979            | 30              | 1            |             |
| Relight My Fire                                      | 1980                  | 21-06-1980            | 11              | 9            |             |
| I Can Dream About You                                | 1984                  | 17-11-1984            | 16              | 6            |             |
| We Are the Young                                     | 1984                  | 05-01-1985            | 11              | 8            |             |

### NPO Radio 2 Top 2000
| Nummer met noteringen in de NPO Radio 2 Top 2000 | '99 | '00 | '01 | '02 | '03 | '04 | '05  | '06  | '07  | '08  | '09 | '10 | '11  | '12 | '13 | '14 | '15  | '16  | '17  | '18  | '19  | '20  | '21  | '22  | '23  | '24  |
| ------------------------------------------------ | --- | --- | --- | --- | --- | --- | ---- | ---- | ---- | ---- | --- | --- | ---- | --- | --- | --- | ---- | ---- | ---- | ---- | ---- | ---- | ---- | ---- | ---- | ---- |
| Relight My Fire                                  | 417 | 446 | 683 | 603 | 788 | 900 | 1207 | 1285 | 1377 | 1070 | 954 | 869 | 1020 | 918 | 958 | 939 | 1260 | 1433 | 1422 | 1555 | 1578 | 1473 | 1478 | 1672 | 1605 | 1881 |

1. ↑  Een vetgedrukt getal geeft de hoogste notering aan.